# Вишенський Станіслав Олександрович
Вишенський Станіслав Олександрович (24 серпня 1944 — 3 квітня 2018) — український поет, належний до «Київської школи». Автор таких збірок віршів, як «Симфори», «Світотвір», «Альта», «Колекція снігів», «Синус покутя», «Перевтомлені скафандром», та ін. Двоюрідний брат математика Володимира Вишенського.

## Життєпис
Народився в місті Переяславі-Хмельницькому, що на Київщині.
Закінчив Київський педагогічний інститут у 1969.
Працював редактором «Українського ботанічного журналу» (1980—1984), видавництва «Веселка» (1984—1991), літредактором журналу «Вавилон» (1992—1993), головним редактором Київської філії видавництва «Фоліо» (1994—1995), відповідальним секретарем журналу «Дошкільне виховання» (1995—2004), головним редактором журналу «Книжковий клуб плюс» (2005—2007).
Належав до покоління постшістдесятників (Київська школа поезії), тобто поетів-нонконформістів, з-поміж яких нині найбільш відомі Микола Воробйов, Василь Голобородько, Михайло Григорів, Валерій Ілля, Віктор Кордун, Василь Рубан та ін.

## Творчість
Творчість найрадикальнішого поета «Київської школи» Станіслава Вишенського заслуговує на найщиріше пошанування як поета, що найбільше сприяв високому розвиткові української поезії в ХХ ст. «Недрукованість», «напівлеґальність», «самвидавний» формат у часи комуністичного режиму стимулювали аскетичний нонконформізм поета. На думку одних критиків, акцентний і силаботонічний вірш Вишенського, з феєричними й напрочуд енерґетичними метафорами, сприймається значно краще, ніж його ж таки насичені логічними кодами-шифрами верлібри, – а разом із тим декотрі з поціновувачів саме верлібри відчитували в нього як пріоритетні й найцікавіші.
Загалом у віршах Вишенського синтезовано прадавні символи, лексику та світогляд з радикальним аванґардизмом.  Радикалізм поета – це його дар отримати найпотужніший талант серед свого покоління, котрий значив те, що його власник мав сміливість весь час дотримуватись кількох речей: експериментувати (тобто постійно шукати себе), протиставляти себе самого себе самому і не йти на жодний соціальний компроміс. Суть його творчості  знаходимо у вершинній збірці «Симфори», тексти якої виникли як витворення, омовлення світу живого «иншого», рослин, комах, тварин тощо. Це омовлення зделогізувало мову і витворило ніби паралельний світ, ніби сни тих «инших» живих організмів. Новизна Станіслава Вишенського  просто приголомшлива, що є спробою омовлення галюцинацій Світу, своєрідною пан-космогонією українського сюрреалізму.
Зрештою, творчість Вишенського треба розглядати в органічному для неї контексті європейської та світової поезії ХХ ст. в перспективі подальших магістральних шляхів та «манівців» розвитку літератури вже нашого ХХІ сторіччя.
Перші збірки поета побачили світ у самвидаві, зокрема «Змова дзеркал» (1969), «Пунктир навіженств» (1971) та «Симфори» (1975).

## Смерть
Помер 3 квітня 2018 року у селі Скибин Київської області на 73 році життя.

## Твори
- «Світотвір». К., 1987;
- «Альта» К.,1989;
- «Колекція снігів». К.,1991;
- «Альпініст на міражі». К.,1993;
- «Синус покутя». К., 1999;
- «Перевтомлені скафандром». Л., 2001;
- «Змова дзеркал». К., 2005; в-во. Юніверс.
- «Метастази». К., 2003;
- «Полювання на мисливця» К., 2007.
- «Силует катастрофи» К., 2013.

«Симфори» самвидавне видання: 
http://chtyvo.org.ua/authors/Vyshenskyi_Stanislav/Symfory_zbirka/ [Архівовано 22 червня 2019 у Wayback Machine.]